# Comuna Șpotivka, Konotop
Șpotivka (în ucraineană Шпотівка) este o comună în raionul Konotop, regiunea Sumî, Ucraina, formată din satele Krupske, Perșotravneve și Șpotivka (reședința).

## Demografie
Componența lingvistică a comunei Șpotivka
     Ucraineană (98,64%)
     Rusă (1,02%)
     Alte limbi (0,23%)
Conform recensământului din 2001, majoritatea populației comunei Șpotivka era vorbitoare de ucraineană (98,64%), existând în minoritate și vorbitori de rusă (1,02%).